# هاینریش ارنست پیمان
هاینریش ارنست پیمان (انگلیسی: Ernst Peymann; ۲۲ مهٔ ۱۷۳۷ – ۲۸ ژانویهٔ ۱۸۲۳) معمار و پرسنل نظامی اهل دانمارک بود.